# Ṣād
Ṣād (in arabo صاد‎? /sˁɑːd/) è la quattordicesima lettera dell'alfabeto arabo. Nella numerazione abjad essa può assumere due valori: 90 nella variante orientale, 60 in quella occidentale (propria, cioè, del Maghreb).

## Origine
Questa lettera deriva secondo alcuni da  dell'alfabeto nabateo, secondo altri da ܨ dell'alfabeto siriaco. In ogni caso deriva da sade dell'alfabeto aramaico (), che nacque dalla sade dell'alfabeto fenicio ().

## Fonetica
Si tratta di una delle quattro consonanti (ظ, ط, ض, ص) dette enfatiche dall'arabistica tradizionale; la linguistica utilizza invece il termine faringalizzate, perché la radice della lingua comprime la faringe durante la pronuncia della consonante. Foneticamente corrisponde a [sˁ].
La presenza delle quattro consonanti enfatiche comporta inoltre uno scurimento della vocale cui sono associate a causa di un fenomeno di assimilazione. Molto evidente è l'assimilazione della vocale di timbro a che viene attratta nella pronuncia posteriore fino a diventare /ɑ/ o /ɒ/.

## Scrittura e traslitterazione
Ṣād viene scritta in varie forme in funzione della sua posizione all'interno di una parola:
| Forma isolata | Forma finale | Forma intermedia | Forma iniziale |
| ﺹ             | ـص…          | …ـصـ…            | …صـ            |

Nella traslitterazione dall'arabo è comunemente associata a ṣ.

## Sintassi
Ṣād è una lettera solare. Ciò significa che quando ad una parola che inizia con questa lettera bisogna anteporre l'articolo determinativo (ال alif lām, al), è necessario pronunciarlo come se al posto della lettera lām ci fosse una seconda ṣād.